# Guillaume de Lorris
Guillaume de Lorris (asi 1200, Lorris, Francie – asi 1238) byl středověký francouzský básník. Je autorem první části známého středověkého románu ve verších Roman de la Rose s 4058 verši, které nechal nedokončené. Dílo dokončil Jean de Meung o čtyřicet let později. Dílo bylo čteno na královském dvoře před dvořany asi r. 1230. Autor čerpal uměleckou inspiraci od provensálských trubadúrů a jejich básní zvaných sirventès. Kromě místa jeho narození a šlechtického stavu o jeho životě není nic známo. Byl chráněncem hraběte de Poitiers.

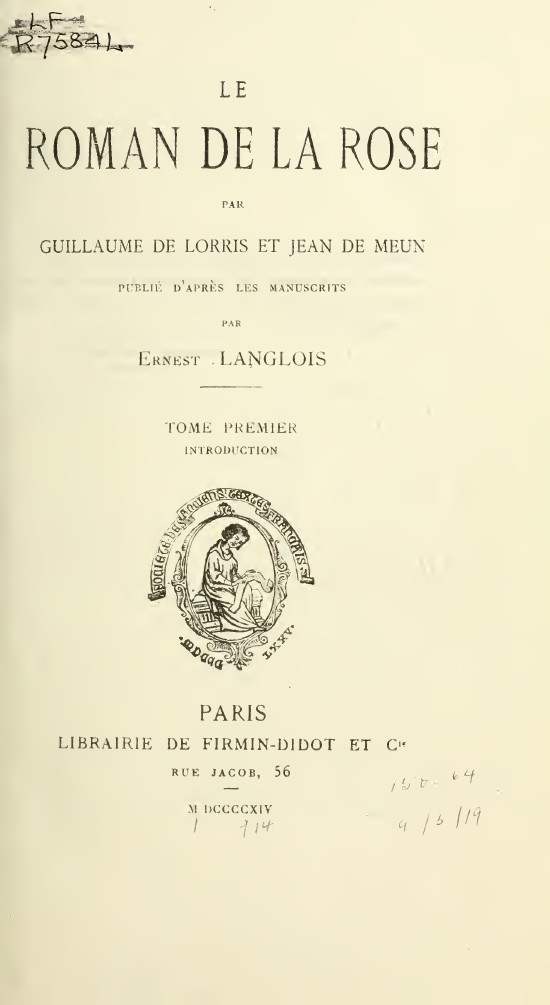
Roman de la rose (ed. 1914)